# جای کیتانگو
جای کیتانگو (انگلیسی: Jai Quitongo؛ زادهٔ ۱۴ سپتامبر ۱۹۹۷) بازیکن فوتبال اهل اسکاتلند است که در پست وینگر بازی می‌کند.
وی همچنین در تیم ملی فوتبال زیر ۲۱ سال اسکاتلند بازی کرده‌است.